# جندم بنطامي
جَنْدَم بِنْطَامي نوعٌ من الجندم. شجرته متوسطة القد. ثمرته إجاصية الشكل قطر قاعدتها نحو 4 سم. لونها إلى الصفار البرتقالي. حصوصها ضجمة قليلة العدد بيضاء مستحبة الطعم والعرف.